# Partito Socialdemocratico di Russia
Il Partito Socialdemocratico di Russia (in russo Социал-демократическая партия России?, Social-demokratičeskaja partija Rossii) è stato un partito politico Russo fondato da Michail Gorbačëv il 26 novembre 2001. Il nome iniziale del partito era Partito Socialdemocratico di Russia (Unito).

## Storia
Il Partito socialdemocratico di Russia era una coalizione di diversi partiti socialdemocratici, contava circa 12.000 iscritti, ma non aveva seggi nella Duma di stato russa. Gorbačëv si è dimesso da leader del partito nel maggio 2004 a causa di un disaccordo con il presidente del partito Konstantin Titov che aveva insistito, a differenza di Gorbačëv, su un accordo con il Partito Russia Unita nelle elezioni parlamentari del 2003, quindi a favore del presidente Putin. 
Konstantin Titov, a sua volta, ha annunciato le sue dimissioni il 4 settembre 2004. Il nuovo presidente del partito, Vladimir Kishenin, leader del Partito della giustizia sociale, favorito da Titov. 
Presentandosi, Kishenin ha affermato di aver studiato in un college del KGB dal 1972 al 1975. Alla domanda sul perché fosse un rappresentante di fiducia di Vladimir Putin durante le precedenti elezioni presidenziali, Kishenin ha spiegato che ciò era stato fatto su richiesta di Vladislav Surkov, vicedirettore dell'Amministrazione del Presidente. 
Il 13 aprile 2007, il partito ha perso il suo status ufficiale a causa dei suoi pochi consensi. La stragrande maggioranza degli ex membri del partito si è raggruppata sotto la bandiera dell'Unione dei socialdemocratici, un nuovo partito organizzato e guidato da Michail Gorbačëv, fondato il 20 ottobre 2007. 

## Organizzazione giovanile
L'organizzazione giovanile del Partito socialdemocratico di Russia è l'Unione socialdemocratica russa della gioventù (Russo: Российский социал-демократический союз молодёжи). RSDUY è stata fondata nel 2000 e ha uno status ufficiale. RSDUY è un osservatore dell'Unione internazionale della gioventù socialista. 